# エリザ・オルソン
エリザ・ジェーン・オルソン（Eliza Jane Olson、1976年2月8日 - ）は、アメリカ合衆国・カリフォルニア州フレズノ出身の元女子プロボクサーである。スタイルはオーソドックス。ミドル級の名王者だったカール・ボボ・オルソンの孫娘。

## 来歴
2000年3月3日プロデビュー。
2001年1月19日、グロリア・ラミレス相手に初黒星を喫する。
2003年10月31日、IWBF世界スーパーライト級王座決定戦に出場も王座獲得ならず。
2004年2月7日、IBA女子世界スーパーウェルター級王座決定戦に出場もドロー。
4月10日、WIBF及びWIBO世界スーパーライト級統一王座に挑戦も敗退。
11月8日、ミリアム・ラマールとWBA女子世界同級王座決定戦を争うもまた敗退。
12月10日、IWBF王座に再挑戦。しかしドロー。
2005年7月30日、メアリー・ジョー・サンダースとWBC女子世界同級王座を争うもまた敗退。
9月16日、ジェシカ・ラーコーツィが持つWBC・IBA女子世界ライト級統一王座に挑戦。大差判定で念願の世界タイトルを獲得。
2006年7月20日のノンタイトルを最後に引退。

## 戦績
- 18戦10勝（2KO）5敗3分け

## 獲得タイトル
- WBC女子世界ライト級